# Salvatore Marchese
Salvatore Marchese (Misterbianco, 6 gennaio 1811 – Misterbianco, 26 novembre 1880) è stato un economista, giurista e politico italiano.

## Biografia
Sostituto del professore Salvatore Scuderi (1781-1840), ancora giovanissimo, insegnò economia politica all'Università di Catania. Partecipò alla rivoluzione del 1848-'49 fondando a Catania il giornale patriottico L'Unione Italiana con Luigi Scuderi e Mario Rizzari.
Egli fu perciò destituito nel 1852 dalla sua cattedra di diritto naturale, e non poté rioccuparla se non a liberazione avvenuta, con un decreto di Garibaldi del 1860. Presidente più volte del Consiglio provinciale di Catania (1868, 1870-'72). Dal 1869 alla morte fu Rettore dell'Università degli studi di Catania.
Fu deputato del Regno d'Italia nella VIII legislatura. Fu nominato senatore due volte (nel 1865 e nel 1876), ma non presto mai giuramento.
Nel 1876 è docente di Filosofia del diritto presso la facoltà di Giurisprudenza di Catania.
Il comune di Misterbianco gli ha dedicato una strada che collega il centro urbano con i quartieri periferici, anche se tutte le targhe nomenclative riportano il solo cognome dell'economista.

## Opere
- Salvatore Marchese, Lettera dell'avvocato Salvatore Marchese al signor Santo Giulio Albergo sulle osservazioni fatte da costui alle opere economiche del cav. professore Salvatore Scuderi, Palermo, dalla tip. di F. Solli, 1839 [Estr. da Effemeridi scientifiche e letterarie per la Sicilia, fasc. 68].
- Università degli studi di Catania, Concorso estemporaneo alla cattedra di economia e commercio nella Regia Università degli studi di Catania del sostituto Salvatore Marchese, Catania, tip. dei Regi Studi, 1841.
- D.C. [pseud. Salvatore Marchese],Sull'articolo terzo del Regolamento per la nomina dei professori delle regie universita e sul modo in cui fu interpretato ed applicato nell'eseguirsi il concorso per la cattedra di economia e commercio nell'Università di Catania, dalla Reale stamperia, Palermo, 1841.
- Università degli studi di Catania, Sull'avviamento da darsi agli studii di dritto specialmente in Sicilia nelle condizioni in cui trovansi: discorso inaugurale agli studii dell'anno 1843-1844 nella Regia Università di Catania, il dì 5 novembre 1843 dall'avvocato Salvatore Marchese, S.l., s. n., 1844.
- Salvatore Marchese, Della primaria istruzione del popolo considerata qual precipuo mezzo di migliorare le condizioni dell'industria siciliana: discorso del prof. Salvatore Marchese letto alla società economica della provincia di Catania nella tornata del 30 maggio 1844, Catania, presso i f.lli Sciuto, 1845.
- Salvatore Marchese, Sull'abolizione delle decime pretese dalla Mensa Vescovile di Catania sopra i prodotti de' territorii di diversi Comuni, Catania, Tip. del R. Ospizio di Beneficenza, 1845.
- Salvatore Marchese, Sulla visita di monsignor De Ciocchis in rapporto all'abolizione delle decime pretese dalla mensa vescovile di Catania, Catania, Tip. del R. Ospizio di Beneficenza, 1854.
- Salvatore Marchese, Sulla influenza della visita di Monsignor De Ciocchis nel giudizio di rivendicazione delle decime della Mensa Vescovile di Catania, Catania, Tip. dell'Accademia Gioenia di Catania, di C. Galatola, 1859.